# 사이토카인
사이토카인(cytokine)은 혈액 속에 함유되어 있는 비교적 작은 크기의 면역 단백질 중 하나다. 세포 신호화(cell signaling)에 중요한 역할을 하며, 면역 세포가 분비하는 폭넓고 느슨한(broad and loose) 단백질이다. 사이토카인은 세포로부터 분비된 후 다른 세포나 분비한 세포 자신에게 영향을 줄 수 있다. 즉, 대식세포의 증식을 유도하거나 분비 세포 자신의 분화를 촉진하기도 한다.
| 사이토카인        | 분비 세포                    | 기능 |
| 인터류킨(IL)      |                              | |
| IL-1α, IL-1β      | Mono, MΦ, DC, NK, B, Endo    | T세포가 여러 사이토카인, 예를 들면 IL-2나 이것의 수용체 생성을 증가시키도록 하여 T세포를 활성화시킴. B세포를 증식시키고 B세포를 성숙하게 함. NK의 세포 독성을 증가시킴. 대식세포가 IL-1, 6, 8, TNF, GM-CSF, PGE2의 분비를 더 많이 하도록 함. 혈관내세포가 키모카인, ICAM-1, VCAM-1을 만들도록 함. 열을 발생시키고, APP를 일으키며, 파골세포(Osteoclast)가 뼈의 resorption시키도록 함. |
| IL-2              | Th1                          | T 세포의 증식. AICD를 유도할 수 있다. NK 세포를 활성화시키고 증가시킨다. B 세포를 증가시킨다. |
| IL-3              | T, NK, MC                    | 기능 |
| IL-4              | Th2, Tc2, NK, NK-T, γδ T, MC | TH2세포의 분화를 촉진시킨다. IgE로의 동형전환(Isotype switching)을 유도한다. |
| IL-5              | Th2, MC                      | eosinophil을 활성화시키고, 증가시킨다. |
| IL-6              | Th2, Mono, MΦ, DC, BM stroma | 적응성 면역(Adaptive immunity)에 영향을 줌. B 세포 계열의 증식과 항체의 분비에 관여한다. |
| IL-7              | BM, thymic stroma            | 기능 |
| IL-8              | Mono, MΦ, Endo               | Chemokine으로, 호중구가 IL-8이 많이 있는 곳으로 이동한다. |
| IL-9              | Th                           | 기능 |
| IL-10             | Th (mouse), Tc, B, Mono, MΦ  | 기능 |
| IL-11             | BM stroma                    | 기능 |
| IL-12             | Mono, MΦ, DC, B              | NK cell에 작용. TH1 세포의 양을 증가시킨다. |
| IL-13             | Th2, MC                      | 기능 |
| IL-15             | T, NK, Mono, MΦ, DC, B       | 기능 |
| IL-16             | Th, Tc                       | 기능 |
| IL-17             | T                            | 기능 |
| IL-18             | MΦ, DC                       | 기능 |
| IL-19             | Mono                         | 기능 |
| IL-20             | Keratinocyte?                | 기능 |
| IL-21             | Th                           | 기능 |
| IL-22             | T                            | 기능 |
| IL-23             | DC                           | 기능 |
| IL-25             | 알려지지 않음                | TH2 세포의 사이토카인 분비를 촉진한다. |
| CSF               |                              | |
| GM-CSF            | Th, MΦ, Fibro, MC, Endo      | 기능 |
| G-CSF             | Fibro, Endo                  | 기능 |
| M-CSF             | Fibro, Endo, Epith           | 기능 |
| SLF               | BM stroma                    | 기능 |
| 종양괴사인자(TNF) |                              | |
| TNF(TNF-α)        | Th, Mono, MΦ, DC, MC, NK, B  | 종양의 세포 독성을 변화시킴. 몸무게를 줄게 함. 혈관내세포가 사이토카인과 E-selectin을 많이 분비하도록 하고, 대식세포의 antiviral 활성도를 증가시킴. |
| Lymphotoxin(TNFβ) | Th1, Tc                      | 기능 |
| 인터페론(IFN)     |                              | |
| IFNα              | Leukocyte, MΦ                | 핵이 없는 세포들이 바이러스에 대한 침입에 대항하도록 유도한다. I형 MHC의 발현을 증가시킨다. NK 세포를 활성화시킨다. |
| IFNβ              | Fibro                        | 핵이 없는 세포들이 바이러스에 대한 침입에 대항하도록 유도한다. I형 MHC의 발현을 증가시킨다. NK 세포를 활성화시킨다. |
| IFNγ              | Th1, Tc1, NK                 | 기능 |
| 기타              |                              | |
| TGFβ              | Th3, B, MΦ, MC               | 기능 |
| LIF               | Thymic epith, BM stroma      | 기능 |
| Eta-1             | T                            | 기능 |
| Oncostatin M      | T, MΦ                        | 기능 |

약자
- APP: 급성 면역단백질(Acute Phase Protein)
- B: B세포(B cell)
- Baso: 호염기성과립구(Basophil)
- BM: 골수 (Bone Marrow)
- Endo: 혈관내세포(Endothelium)
- Eosino: 호산성 과립구(Eosinophil)
- Epith: 상피세포(Epithelium)
- Fibro: 섬유아세포(Fibroblast)
- GM-CSF: Granulocyte-Macrophage Colony-Stimulating Factor
- IL: 인터류킨(Interleukin)
- LIF: 백혈병 저해 인자(Leukemia Inhibitory Factor)
- MΦ: 대식세포(Macrophage)
- MC: 비만 세포(Mast Cell)
- Mono: 단핵구(Monocyte)
- Neutro: 호중성과립구(Neutrophil)
- NK: 자연살해세포 (Natural Killers cell)
- SLF: Steel Locus Factor
- T: T세포(T cell)
- TGFβ: 성장전환인자-β(Transforming Growth Factor-β)
- TNF: 종양괴사인자 알파(Tumor Necrosis Factor)

## 같이 보기
- 사이토카인 방출 증후군(CRS)
- 사이토카인 폭풍